# Mont-ral
Pour les articles homonymes, voir Mont.
Cet article possède un paronyme, voir Montréal (homonymie).
Mont-ral (Montreal en castillan) est une commune située dans le nord-est de l'Espagne, en Catalogne. Elle se trouve dans la comarque de l'Alt Camp et dans la province de Tarragone. Mont ral signifie Mont royal en catalan.

## Géographie

### Hameaux
| Nom          | Habitants |
| ------------ | --------- |
| Aixàvega, l' | 14        |
| Bosquet, el  | 24        |
| Cabrera, la  | 3         |
| Cadeneta, la | 12        |
| Farena       | 46        |
| Mont-ral     | 81        |

## Démographie
| 1991 | 1996 | 2001 | 2004 |
| ---- | ---- | ---- | ---- |
| 116  | 145  | 154  | 177  |

## Lieux et monuments
Église paroissiale Sant Pere ad Vincula. Reconstruite au XVIIIe siècle, elle garde l'abside romane
Église romane Sant Andreu de Farena.

## Sports et loisirs

### Escalade
Mont-ral offre aux amateurs d'escalade de nombreuses parois dans les montagnes de Prades. Près de 300 voies ont été ouvertes. Les principaux itinéraires sont
- el Cingle Serè,
- la Mola Roquerola,
- la Roca Mulnera a Farena.

### Spéléologie
Le territoire renferme plusieurs cavités ou grottes.
- Cova de Mont-ral. 22 m de profondeur, et un parcours de 158 m.
- Cova de la Moneda ou cova dels Motllats. Avec un parcours de 165 m, c'est la cavité la plus connue des environs.
- Cova del Cudó ou cova de l’Aixàviga. Elle a un parcours de 140 m et une profondeur de 27 mètres.
- Aven del roc de les abelles. À une profondeur de 41 m et un parcours de 105 m.
- Aven del doctor Espanyol ou aven d’en Cavallé. Avec une profondeur de 60 m et un parcours de 110 m.
- Aven de la Pipa ou aven del Fang. Il a une profondeur de 18 m et un parcours de 36 mètres.
- Aven del Teix. À une profondeur de 31 m et un parcours de 60 m.
- Aven de la Llastra. Profondeur de 21 m et un parcours de 16 m.
- Cova Nova del Masiet ou cova del Masiet. Elle est formée de deux cavités excavades. Elles ont une profondeur de 320 m. L'entrée est dans le hameau de Farena.

### Pêche
Deux rivières traversent le village : Brugent et Glorieta et offrent des parcours de pêche dont un pour les enfants.